# Stojići
Stojići es un pueblo ubicado en la municipalidad de Kosjerić, en el distrito de Zlatibor, Serbia.

## Superficie
Posee una superficie de 6,571 kilómetros cuadrados.

## Demografía
Hasta 2011 la población era de 105 habitantes, con una densidad de población de 15,98 habitantes por kilómetro cuadrado.